# Laurence Vincent-Lapointe
 (octobre 2021).
Si vous disposez d'ouvrages ou d'articles de référence ou si vous connaissez des sites web de qualité traitant du thème abordé ici, merci de compléter l'article en donnant les références utiles à sa vérifiabilité et en les liant à la section « Notes et références ».
Laurence Vincent-Lapointe, née le 27 mai 1992, est une céiste canadienne pratiquant la course en ligne.

## Carrière
Laurence Vincent-Lapointe est une céiste féminine de vitesse. Elle est détentrice du record du monde C1 200 m en 44 s 504 établi à Szeged en 2018[réf. nécessaire].
Elle commence sa carrière au Club de Canoë-kayak de Trois-Rivières en 2004 avec comme entraîneur Mathieu Pelletier[réf. nécessaire].
Elle arrive sur la scène internationale en 2010 et remporte deux médailles d'or aux Championnats du monde cette même année. Elle a remporté à nouveau des médailles en 2011, 2013 et 2014. Elle est aussi championne des Mondiaux dans la catégorie U23 en 2013. En bateau 2 places (C2), elle a été championne du monde à quatre reprises (Mallorie Nicholson (2010, 2011 et 2012) et Sara-Jane Caumartin (2013)[réf. nécessaire].
Depuis 2009 au niveau national, elle a battu de nombreux records canadiens avec 36 médailles d'or.
Elle a été élue de nombreuses fois athlète féminine par excellence dans plusieurs concours et par plusieurs associations et fédérations. Elle obtiendra un baccalauréat en sciences biomédicales en mai 2015 (Université de Montréal).
Laurence Vincent-Lapointe participe aux Championnats du monde de course en ligne 2010 à Poznań et remporte la médaille d'or en canoë monoplace (C-1) 200 m. Elle terminera aussi première de l'épreuve de canoë biplace (C-2) 500 m, alors en démonstration.
Aux Championnats du monde 2011 en Hongrie, elle est sacrée championne du monde en C-1 200 mètres et en C-2 500 mètres.
Lors d'un contrôle antidopage fin juillet 2019, l'athlète est provisoirement suspendue dans l'attente de la conclusion de cette affaire. En juillet 2020, l'ICF l'acquitte de toutes les charges après qu'elle a prouvée qu'elle fut victime d'une contamination croisée par fluides corporelles de par son ancien copain alors athlète, qui avait ingéré la substance interdite.
Aux Jeux olympiques de Tokyo en 2020, elle a remporté deux médailles. Après les Jeux, elle retournera à l'école.
Le 4 avril 2022, elle a annoncé qu'elle prenait sa retraite du monde du sport.